# Andrológia
Az andrológia (etimológiája: ἀνήρ, anēr, genitive ἀνδρός, andros, "ember"; és -λογία, -logia) a férfi egészségével, ezen belül a férfi reprodukciós szervek betegségeivel és a csak férfiakra jellemző urológiai problémákkal foglalkozó orvosi szakterület. 
Az andrológia tárgykörébe tartozó orvosi és sebészeti eljárások többek között a vasectomia, vasovasostomia, orchidopexia és a körülmetélés, valamint a következő, férfi nemi szervekkel kapcsolatos működési rendellenességek kezelése:
- balanitisz
- penis carcinoma
- cryptorchidism
- epididymitis
- epispadias
- erekciós zavarok
- frenulum breve
- hydrocele
- hypospadias
- férfi meddőség
- micropenis
- orchitis
- paraphimosis
- húgycső traumás nyílt sérülései
- Peyronie-kór
- phimosis
- priapizmus
- prosztatarák
- prostatitis
- spermatocele
- hererák
- herefüggelék csavarodás
- varicocele
- hólyag felé történő ejakuláció

## Külső hivatkozások
- American Society of Andrology
- British Andrology Society
- International Society of Andrology
- Andrology Australia

{{fordítás}}(?)